# Love Emergency
Love Emergency ist ein Porno-Spielfilm des Regisseurs Will Ryder aus dem Jahr 2019. Er wurde 2020 bei den XBIZ Awards unter anderem als „Comedy Movie of the Year“ ausgezeichnet.

## Handlung
Ein arbeitsloser Studienabbrecher namens Vinny, der im Keller seiner Mutter und seines Stiefvaters lebt, bewirbt sich um eine Hausmeisterstelle im örtlichen Krankenhaus, nachdem er eine schöne Krankenschwester getroffen hat. Sein Leben wird auf den Kopf gestellt, als sein idiotischer Freund den Computer hackt und er fälschlicherweise als Unfallchirurg in der Notaufnahme eingestellt wird. Liebe, Sex und komisches Chaos entstehen während seiner Suche, beschäftigt zu bleiben, damit er die Zuneigung der Mädchen gewinnen kann.

## Auszeichnungen
- 2020: AVN Award – Best Comedy
- 2020: AVN Award – Best Comedic Screenplay
- 2020: AVN Award – Best Director – Comedic Production
- 2020: AVN Award – Best Non-Sex Performance (Misty Stone)
- 2020: XBIZ Award – Comedy Release of the Year
- 2020: XBIZ Award – Best Actor – Comedy Release (Tommy Pistol)
- 2020: XBIZ Award – Best Supporting Actor (Brad Armstrong)